# Riot Propaganda
Riot Propaganda es un grupo de rapcore político formado por la unión entre los grupos Los Chikos del Maíz y Habeas Corpus, a los que se le une DJ Plan B. En 2025 anunciaron su vuelta a los escenarios después de parar en 2018.

## Sinopsis

### Temática
Los temas de Riot Propaganda siguen la línea profundamente crítica de la música de ambos grupos. La letra de las canciones aborda diferentes temas de relevancia política, social y económica con un discurso anticapitalista y agresivo contra un sistema que causa miseria y desigualdad. También toman posiciones en contra del fascismo, la represión policial, el machismo, el neoliberalismo, etc. Siempre aludiendo a la conciencia obrera que haría falta para iniciar un estallido social que lleve a una verdadera revolución.

### Estilo
La música de Riot Propaganda es una hibridación de sus componentes, dando lugar a letras que combinan bien con la interpretación de las guitarras eléctricas. Así mismo coexisten estos instrumentos con música electrónica propia del rap.

### Actividad (2013-2018)
La primera colaboración entre ambos grupos la podemos escuchar en el disco Pasión de Talibanes, álbum de Los Chikos del Maíz, en la canción T.E.R.R.O.R.I.S.M.O. Ese estilo agresivo y sorprendente fue muy bien acogido por los fanes dando lugar al nacimiento y al primer trabajo conjunto entre ambos grupos, ya bajo el nombre de Riot Propaganda. En 2013 lanzan su primer álbum, United Artist of Revolution y comienzan una gira durante todo el año.
En 2014 los grupos vuelven a sus respectivos proyectos por separado, pero podemos ver otra colaboración en el disco La Estanquera de Saigón de LCDM, en la canción con el mismo nombre que el CD. Por lo que a pesar de que cada uno había vuelto a sus trabajos seguían manteniendo el contacto. 
Ya en 2016 anuncian su vuelta y el lanzamiento de un nuevo trabajo que ve la luz en 2017. Durante todo 2017 y 2018 recorren toda España de gira, dando tanto conciertos individuales como acudiendo a festivales. Es en el año 2018 cuando anuncian su despedida y lanzan su último sencillo juntos, Mass Mierda, en la letra de la canción hablan de su separación. Su último concierto será en el Barrio de Vallecas, en las fiestas del Partido Comunista de España, en octubre de ese año.
A su vez Habeas Corpus anuncian también su disolución quedando solo en activo Los Chikos del Maíz que lanzan un nuevo disco en el 2019, bajo el nombre de Comanchería, donde ya no cuentan con ninguna colaboración con sus antiguos compañeros en Riot Propaganda.

## Discografía
- 2013: United Artists of Revolution
- 2017: Agenda Oculta